# صحيفة التلغراف (كلكتا)
التلغراف (بالإنجليزية: The Telegraph)‏ هي صحيفة يومية باللغة الإنجليزية الهندية. تأسست في كولكاتا في 7 يوليو 1982 من قبل مجموعة أي بي بي وتعتبر صحيفة تايمز أوف إينديا المنافس الأقوى لصحيفة التلغراف الهندية. ووفقا لمكتب مراجعة التوزيع، فقد وزع 464588 نسخة بين الفترة يناير-يونيو 2016. وتعد الصحيفة الإنجليزية الخامسة الأكثر قراءة على نطاق واسع في الهند وفقا لمسح القراء الهندي (IRS) عام 2014.
التلغراف لها خمسة طبعات كلكتا، جنوب البنغال وشمال البنغال، شمال شرق الهند (جواهاتي)، جهارخاند (جمشيدبور ورانشي).

## وصلات خارجية
- الموقع الرسمي
- The Telegraph e-paper